# Decoration Day
Decoration Day (bra: Medalha de Honra) é um telefilme estadunidense de 1990, dirigido por Robert Markowitz, baseado em um romance com o mesmo título de John William Corrington.

## Elenco
- James Garner...Albert Sidney Finch
- Judith Ivey...Terry Novis
- Ruby Dee...Rowena, Finch's Housekeeper
- Bill Cobbs...Gee Pennywell
- Laurence Fishburne...Michael Waring, DOD Man
- Jo Anderson...Loreen Wendell
- Norm Skaggs...Billy Wendell

## Prêmios
Prêmios
- 1991 Prêmio Emmy do Primetime de Melhor Atriz Coadjuvante em Minissérie ou Telefilme – Ruby Dee[2]
- 1991 Prêmio Globo de Ouro de Melhor Minissérie ou Telefilme
- 1991 Prêmio Globo de Ouro de Melhor Ator em Minissérie ou Telefilme – James Garner[3]

Indicações
- 1991 Prêmio Emmy do Primetime de Melhor Direção em Minissérie ou Telefilme – Robert Markowitz
- 1991 Prêmio Emmy do Primetime de Melhor Ator em Minissérie ou Telefilme – James Garner
- 1991 Prêmio Emmy do Primetime de Melhor Roteiro em Minissérie, Filme ou Especial Dramático – Robert W. Lenski